# 旺角（柏景灣）公共運輸交匯處
旺角（柏景灣）公共運輸交匯處（英文：Mong Kok (Park Avenue) Public Transport Interchange）是位於香港油尖旺區旺角西的公共運輸交匯處，位於海泓道柏景灣地面，鄰近奧海城商場二期及海富苑對面。現時有8條巴士路線及2條專線小巴路綫以此為總站，另有2條巴士路線途經此總站。
2012年5月9日凌晨0時15分，九龍巴士16線於本站開出香港史上最後一班共8輛非空調巴士。

## 歷史
旺角（柏景灣）巴士總站於2000年6月落成，同年7月9日啟用，首日遷入路線的包括九龍巴士16、33A、72、72X、87A、87B、87P及887綫。
- 2001年2月18日：九龍巴士87B及87P線遷往大角咀（維港灣）公共運輸交匯處。
- 2001年3月18日：九龍巴士265B線開辦。
- 2002年7月6日：九龍巴士72線更改路綫並遷往長沙灣巴士總站。
- 2009年11月29日：九龍巴士52X線由深水埗（欽州街）巴士總站延長至本站。
- 2014年8月23日：九龍巴士287X線投入服務，取代87A線[1]。
- 2015年6月6日：九龍巴士68X線遷入洪福邨公共運輸交匯處，並分拆九龍巴士268X線，縮短路線至本站[2]。
- 2015年12月21日：九龍巴士16X線投入服務。
- 2021年1月25日：九龍巴士272E線由深水埗（欽州街）巴士總站延長至本站。
- 2021年2月22日：九龍巴士16X線增設下午繁忙時間回程服務。
- 2022年8月29日：九龍巴士93P線投入服務。
- 2022年11月14日：九龍巴士N293線由旺角東站公共運輸交匯處延長至本站。
- 2023年11月27日：九龍巴士16X線增設星期六班次並延長服務時間及九龍巴士16P線投入服務。

## 總站路線資料（巴士）

### 九龍巴士16、16X線
- 16：藍田（廣田邨） ↔ 旺角（柏景灣）
- 16（特別班次）：平田 → 旺角（柏景灣）
- 16X：藍田（廣田邨） ↔ 旺角（柏景灣）

來往藍田廣田邨及此站，為香港史上最後一條全空調服務的巴士線。

### 九龍巴士16P線
- 旺角（柏景灣） ↔ 觀塘碼頭

2023年11月27日起投入服務，途經大角咀、旺角、九龍城、新蒲崗、九龍灣商貿區及觀塘商貿區，只於平日繁忙時間服務。

### 九龍巴士33A線
- 荃灣（如心廣場） ↔ 旺角（柏景灣）

### 九龍巴士52P線
- 掃管笏 → 旺角（柏景灣）

### 九龍巴士52X線
- 屯門市中心 ↔ 旺角（柏景灣）

日間巴士路線，曾經來往屯門市中心及深水埗（欽州街）的巴士路線，九龍區總站於2009年11月29日延長至本站，途經深井。

### 九龍巴士68X線
- 洪水橋（洪福邨） ↔ 旺角（柏景灣）
- 元朗（西） → 旺角（柏景灣）（平日上午特別班次）
- 朗屏邨悅屏樓 → 旺角（柏景灣）（平日上午特別班次）

### 九龍巴士72X線
- 富蝶總站 ↔ 旺角（柏景灣）

### 九龍巴士93P線
- 寶林 ↔ 旺角（柏景灣）

2022年8月29日起投入服務，途經寶林邨、翠林邨、康盛花園、馬游塘、寶達邨、秀茂坪、牛頭角、九龍灣、啟德隧道、紅磡（祇限回程）、油麻地、旺角及大角咀，只於平日繁忙時間服務。

### 九龍巴士265B線
- 天水圍（天恆邨） ↔ 旺角（柏景灣）

### 九龍巴士272E線
- 大埔（太和） ↔ 旺角（柏景灣）

### 九龍巴士887線
- 沙田馬場 → 旺角（柏景灣）

### 九龍巴士N293線
- 尚德 ↔ 旺角（柏景灣）

1989年11月20日投入服務前身為293S線，1996年5月1日更改編號為N293，途經坑口、寶林邨、翠林邨、康盛花園、馬游塘、寶達邨、觀塘、牛頭角、九龍灣、新蒲崗、九龍城、旺角及大角咀。

## 總站路線資料（專線小巴）

### 九龍區專線小巴43M線（紅色路線牌班次）
- 旺角（柏景灣） ↺ 油麻地站

### 九龍區專線小巴79K線
- 旺角（柏景灣） ↺ 旺角東站
- 旺角（柏景灣） ↺ 旺角（郎豪坊）(特別班次)

## 途經路線資料（巴士）

### 九龍巴士287X線
- 沙田（水泉澳） ↺ 佐敦（經旺角）

於2014年8月23日開辦，只於往水泉澳方向停靠本站，以取代當日起停辦的87A線。

### 過海隧道巴士905P線
- 荔枝角 → 灣仔（港灣道）

於2016年10月3日開辦，現時由九巴及新巴聯合營運，逢星期一至五開出兩班，公眾假期除外。

## 車坑分佈
| 車坑分佈（以入口最左邊起計） | 車坑分佈（以入口最左邊起計） | 車坑分佈（以入口最左邊起計）      |
| 車坑編號                     | 車坑數目                     | 路線                              |
| ---------------------------- | ---------------------------- | --------------------------------- |
| 1                            | 雙坑                         | 九龍巴士72X、272E線               |
| 2                            | 單坑                         | 九龍巴士52X線                     |
| 3                            | 單坑                         | 九龍巴士68X線                     |
| 4                            | 雙坑                         | 九龍巴士265B線                    |
| 5                            | 單坑                         | 九龍巴士287X線 過海隧道巴士905P線 |
| 6                            | 單坑                         | 九龍巴士33A、N293線               |
| 7                            | 雙坑                         | 九龍巴士16、16P、16X、93P線       |
| 8                            | 單坑                         | 專綫小巴43M線                     |
| 9                            | 單坑                         | 專線小巴79K線                     |
| 10                           | 單坑                         | 的士站                            |

## 過往路線
- 九龍巴士72線（已遷往長沙灣巴士總站）
- 九龍巴士87A線（已取消服務）

## 備註
1. ↑  只限紅牌短途班次

## 外部連結
- 九巴 （页面存档备份，存于）
- 旺角（柏景灣）巴士總站簡介